# Mike Bossy
Michael Dean "Mike" Bossy (Montréal, Québec, 1957. január 22. – Rosemère, Québec, 2022. április 15.) kanadai profi jégkorongozó aki a New York Islandersszel négy Stanley-kupát nyert egymás után 1980-ban, 1981-ben, 1982-ben és 1983-ban. A valaha volt egyik legjobb gól lövő játékos, akinek sajnos ideje korán abba kellett hagynia a játékot folyamatos sérülések miatt. 2022. április 15-én, 65 évesen hunyt el tüdőrák következtében.

## Karrier
A karrierjét a Québec Major Junior Hockey League-ben szereplő Laval National csapatban kezdte 16 évesen. 309 gól ütött négy szezon alatt. Ennek ellenére az NHL megfigyelők nem tartották őt nagyra és az 1977-es NHL-amatőr drafton csak a 15. helyen kelt el (Az Indianapolis Racers is kiválasztotta őt az 1977-es WHA-amatőr drafton az ötödik kör 44. helyén de ebben a ligában sosem játszott). Bill Torrey az Islanders menedzsere először még habozott közte és az Ontario Hockey Association-es Dwight Foster között. A gond az volt, hogy Bossy kis termetű játékos és nem nagyon tudott ütközni és védekezni. Első szezonjában az National Hockey League-ben az akkor újonc rekordnak számító 53 gólt ütött és neki ítélték oda a Calder-emlékkupát, valamint bekerült a Második All-Star Csapatba.
Az 1980–1981-es szezonban 50 gólt ütött 50 mérkőzés alatt, ami mindössze a második ilyen kiemelkedő teljesítmény volt az NHL történetében. Az első 36 évvel korábban a legendás Maurice Richardnak sikerült. Bossyt sokan nem kímélték, ő mégis egész karrierje alatt sikeres volt. Szinte soha nem verekedett és alig szabálytalankodott (10 szezon alatt mindössze 210 perc büntetés), így háromszor nyerte el a Lady Byng-emlékkupát. Mikor ötödjére jutottak be egymás után a Stanley-kupa döntőjébe, azt már nem sikerült megnyerniük. Bossynak nem is ment a játék és mindössze 8 gólt ütött 21 mérkőzésen. A Wayne Gretzkyvel felálló Edmonton Oilers állította meg őket és kezdett el uralkodni az NHL-ben. Ezután az Islanders már sosem lett olyan nagy csapat és a sérülésekkel teli három szezon után Bossy inkább visszavonult.

## Nemzetközi szereplés
Képviselte hazáját az 1981-es Kanada-kupán, ahol a döntőben kikaptak a szovjet válogatottól. A következő válogatottbeli szereplése az 1984-es Kanada-kupa volt, ahol a döntőben megverték a svéd válogatottat.

## Rekordjai
- Gretzkyvel közösen tartják a rekordot, mint a legtöbb 50+ gólos szezon: 9. Bossy kilenc szezonon keresztül lőtt 50+ gólt.
- Szintén ők ketten akik a legtöbb 60+ gólos szezont értek el: 5. De Bossy mindössze 10 szezont játszott, míg Greatzky 20-at.
- A legjobb gól/mérkőzéssel rendelkezik: 0.762. A rájátszásban nála (0.659) csak Mario Lemieux jobb ebben a mutatóban (0.710).
- 53 góllal a legtöbb újonc által ütött gól rekordja az övé volt 1992–1993-ig, amikor Teemu Selänne 76-ot ütött de Selänne négy évvel idősebb volt.
- 1980–1981-ben 50 mérkőzés alatt ütött 50 gólt. Ekkor 9 mesterhármast ütött, amit később Gretzky 1981–1982-ben 10-re javított. Gretzky 1983–1984-ben szintén 10-et ütött.
- 1982-ben, mint jobb szélső, új rekordot állított fel 83 assziszttal és 147 ponttal, amit 1996-ban Jaromír Jágr javított 87 asszisztra és 149 pontra. Jagr 82 mérkőzést játszott, Bossy csak 80-at.

## Díjai, elismerései
- QMJHL Az Év Újonca: 1974
- QMJHL Első All-Star Csapat: 1975
- QMJHL Nyugat First All-Star Csapat: 1976
- QMJHL Második All-Star Csapat: 1977
- NHL Második All-Star Csapat: 1978, 1979, 1985
- Calder-emlékkupa: 1978
- Stanley-kupa: 1980, 1981, 1982, 1983
- NHL Első All-Star Csapat: 1981, 1982, 1983, 1984, 1986
- Canada Kupa All-Star Csapat: 1981
- Conn Smythe-trófea: 1982
- Lady Byng-emlékkupa: 1983, 1984, 1986
- NHL All-Star Gála: 1978, 1980, 1981, 1982, 1983, 1985, 1986
- Kanada-kupa ezüstérem: 1981
- Kanada-kupa aranyérem: 1984
- 1991-ben beválasztották a Jégkorong Hírességek Csarnokába
- 1992. március 3-án az Islanders visszavonultatta a 22-es számú mezet az ő tiszteletére.
- 1998-ban a The Hockey News című újság a 20. helyre rangsorolt a 100-as listáján, mint a valaha volt legnagyobb játékosok
- 2007-ben beválasztották a Nassau County Sports Hall of Fame-be

## Karrier statisztika
| 1972–1973         | Laval National     | QMJHL             | 4   | 1   | 2   | 3    | 0   | —   | —  | —  | —   | —  |
| 1973–1974         | Laval National     | QMJHL             | 68  | 70  | 48  | 118  | 45  | 11  | 6  | 16 | 22  | 2  |
| 1974–1975         | Laval National     | QMJHL             | 67  | 84  | 65  | 149  | 42  | 16  | 18 | 20 | 38  | 2  |
| 1975–1976         | Laval National     | QMJHL             | 64  | 79  | 57  | 136  | 25  | —   | —  | —  | —   | —  |
| 1976–1977         | Laval National     | QMJHL             | 61  | 75  | 51  | 126  | 12  | 7   | 5  | 5  | 10  | 12 |
| 1977–1978         | New York Islanders | NHL               | 73  | 53  | 38  | 91   | 6   | 7   | 2  | 2  | 4   | 2  |
| 1978–1979         | New York Islanders | NHL               | 80  | 69  | 57  | 126  | 25  | 10  | 6  | 2  | 8   | 2  |
| 1979–1980         | New York Islanders | NHL               | 75  | 51  | 41  | 92   | 12  | 16  | 10 | 13 | 23  | 8  |
| 1980–1981         | New York Islanders | NHL               | 79  | 68  | 51  | 119  | 32  | 18  | 17 | 18 | 35  | 4  |
| 1981–1982         | New York Islanders | NHL               | 80  | 64  | 83  | 147  | 22  | 19  | 17 | 10 | 27  | 0  |
| 1982–1983         | New York Islanders | NHL               | 79  | 60  | 58  | 118  | 20  | 19  | 17 | 9  | 26  | 10 |
| 1983–1984         | New York Islanders | NHL               | 67  | 51  | 67  | 118  | 8   | 21  | 8  | 10 | 18  | 4  |
| 1984–1985         | New York Islanders | NHL               | 76  | 58  | 59  | 117  | 38  | 10  | 5  | 6  | 11  | 4  |
| 1985–1986         | New York Islanders | NHL               | 80  | 61  | 62  | 123  | 14  | 3   | 1  | 2  | 3   | 4  |
| 1986–1987         | New York Islanders | NHL               | 63  | 38  | 37  | 75   | 33  | 6   | 2  | 3  | 5   | 2  |
| NHL összesített   | NHL összesített    | NHL összesített   | 752 | 573 | 553 | 1126 | 210 | 129 | 85 | 75 | 160 | 50 |
| QMJHL összesített | QMJHL összesített  | QMJHL összesített | 264 | 309 | 223 | 532  | 124 | 34  | 29 | 41 | 70  | 16 |